# Anatoli Bugorski
Anatoli Bugorski (rusă Анатолий Петрович Бугорский, n. 25 iunie 1942, Regiunea Oriol, RSFS Rusă, URSS) este un fizician rus, cunoscut pentru faptul că a supraviețuit expunerii fasciculului unui accelerator de particule în anul 1978. Acesta i-a trecut prin creier.
Anatoli Bugorski a lucrat la Institutul pentru Fizica Înaltei Energii în Protvino, URSS.
Pe 13 iulie 1978 acesta a avut sarcina de a verifica funcționarea Sincrotronului U-70, cel mai mare accelerator de particule din Uniunea Sovietică.
Mecanismele de siguranță au cedat și acesta a putut deschide ușa acceleratorului cât timp încă funcționa. Când s-a aplecat înăuntrul sincrotronului o rază de protoni de 76 GeV a trecut prin capul acestuia, fără să simtă nicio durere.
Anatoli a primit o doză de 200.000-300.000 roentgeni, cu mult peste doza fatală.
În cursul următoarelor zile partea afectată din capul acestuia s-a umflat și s-a putut observa locul unde protonii care circulau aproape de viteza luminii l-au lovit.
Bugoski a supraviețuit, singurele efecte secundare fiind oboseala frecventă, pierderea auzului în urechea atinsă de rază și paralizarea parțială a feței.